# Mina Puccinelli
Mina Puccinelli fue una revolucionaria y periodista del siglo xix.

## Biografía
En una crónica en el diario francés Le Figaro aparece datado su nacimiento en 1840. Descrita por varias fuentes como una mujer «italiana», acompañaría a Garibaldi en muchas de sus empresas revolucionarias. De ideología republicana e internacionalista, hacia 1870 residía en Madrid, dirigiendo El León, periódico político y satírico, además de colaborar, a comienzos de la década, en El Iris del Pueblo y El Cantón Balear. Mina participó en la Comuna de París y fue autora de un opúsculo titulado L'homme obscur qui ment (1871).